# Tibor Szanyi
Tibor Szanyi (nascido em 13 de julho de 1956) é um político húngaro. Ele é um ex-membro do Partido Socialista Húngaro e foi membro do Parlamento Europeu de 2014 a 2019 e membro da Assembleia Nacional de 1998 a 2014. Ele também foi vice-presidente do partido entre 2018 e 2019.